# Parrotville
Parrotville a fost o serie de filme de animație care face parte din seria Rainbow Parade produsă de Van Beuren Studios. Seria a debutat pe 14 septembrie 1934, ultimul episod apărând pe 28 iunie 1935, producându-se trei filme. Toate filmele au apărut pe 200 Classic Cartoons Collector's Edition DVD produsă de Mill Creek Entertainment pe 14 Octombrie 2008. De asemenea pe colecția The Giant 600 Cartoon Collection DVD, produsă de aceeași companie pe 22 iulie 2008.

## Personaje
- Doamna Perkins - peronajul principal care apare în fiecare film. Ea este un papagal în vârstă energic care este prietenă cu oricine și intră deseori în situații complicate.
- Căpitanul - este prieten cu doamna Perkins și apare în toate filmele. În Parrotvile Fire Department, este pompierul șef, apărând fără pălăria sa de marinar, dar design-ul și vocea sunt aceleași.
- The Old Folks - este un grup de papagali în vârstă. Apar doar în filmul Parrotville Old Folks, unde invită pe toți la o petrecere în clubul lor "Old Folks Home."
- Papagalul negru - este un hoț care apare în Parrotville Post-Office. Încearcă să-i fure doamnei Perkins geanta cu scrisori. Copiii doamnei Perkins se ascund în spatele genții fiind aproape răpiți. Dar matroana îl prinde, îl închide în geantă și îl trimite cu trenul poștei.
- Copiii doamnei Perkins - sunt doi papagali tineri, un băiat și o fată, care stau în satul copiilor în Parrotville Post-Office. Se ascund în geanta cu scrisori în momentul când Papagalul negru încearcă s-o fure și sunt aproape răpiți.

## Filmografie
Toate filmele sunt produse în 2-strip Technicolor.
| Nr. | Titlu                       | Regia                    | Data premierei     | Observații |
| --- | --------------------------- | ------------------------ | ------------------ | ---------- |
| 1   | Parrotville Fire Department | Burt Gillett, Tom Palmer | 14 septembrie 1934 |            |
| 2   | Parrotville Old Folks       | Burt Gillett, Tom Palmer | 25 ianuarie 1935   |            |
| 3   | Parrotville Post-Office     | Burt Gillett, Tom Palmer | 28 iunie 1935      |            |